# 期刊引证报告
期刊引證報告（Journal Citation Reports，JCR）是由科睿唯安（Clarivate Analytics）所發表的年度出版物（原汤森路透智慧財產權與科技事業部）。它透過該公司旗下Web of Science平台的引文資料來為學術期刊評價，針對自然科學版本（JCR-SCI）和社會科學版本（JCR-SSCI）兩部分，基於期刊被引用次數來計算出影響因子等多種評比指標，並作為期刊排名依據 。

## 指標
期刊引證報告透過量化引用文獻的統計資訊，於每年度發表下列評比指標並予以排名：
1. 年度影響因子（Impact Factor）：透過該期刊「前兩年」所發表文章總數，與「前兩年」的文章在「該年度」被引用的總次數計算而得出[2]。當影響因子的數字越高，代表此期刊的文章被引用次數越多，即此期刊在學術界的影響力越大。一般而言期刊的影響因子越高，則代表此期刊的學術品質越佳。值得注意的是，影響因子雖然是期刊本身評價的指標，但不能作為該期刊中單篇論文影響力的依據、或是論文作者的評價[3]。
2. 5年影響因子（5-Year Impact Factor）：透過該期刊於「前五年」所發表文章總數，與「前五年」的文章在「該年度」被引用的總次數計算而得出[4]。此指標類似於年度影響因子，但計算時間較長，可以代表該期刊在長時間下的影響能力。
3. 立即指數（Immediacy Index）：為該期刊當年度所出版文章的平均被引用次數。此指標可代表該期刊在當年度影響力的大小。
4. 被引半衰期（Cited Half-Life）：該期刊的總被引用次數衰退一半所需要的年數（此數據只有在總被引次數大於100時提供）。此指標可代表該期刊文章影響力衰退的速度，其數值越大則代表影響力持續較久，數值越小則代表影響力較小。通常社會科學領域期刊的被引用半衰期相較來的長[4]。
5. 總被引用次數（Total Cites）：為該期刊自從被收錄進期刊引證報告後的總被引用次數。
6. 文章總數（Current Articles）：為該期刊自從被收錄進期刊引證報告後的文章總數。